# Medizinischer Blutegel
Der Medizinische Blutegel (Hirudo medicinalis), genannt auch Gemeiner Blutegel, ist ein Kieferegel mit drei Chitinkiefern im Schlund und der bekannteste Vertreter der Egel (Hirudinea) bzw. der „Blutegel“. Er wird seit Jahrhunderten zur Behandlung verschiedener Krankheiten verwendet. Wie die meisten Egelarten kommt er im Süßwasser vor. Sein natürliches Verbreitungsgebiet ist Europa, Nordafrika und Kleinasien. Er ist leicht mit dem Mediterranen Medizinischen Blutegel (Hirudo verbana, auch Ungarischer Blutegel genannt) zu verwechseln. Noch häufiger werden die schwarzbraunen, unterseits grünlichen Pferdeegel (Haemopis sanguisuga) irrtümlich für Medizinische Blutegel gehalten: sie erreichen eine ähnliche Größe.

## Merkmale und Lebensweise

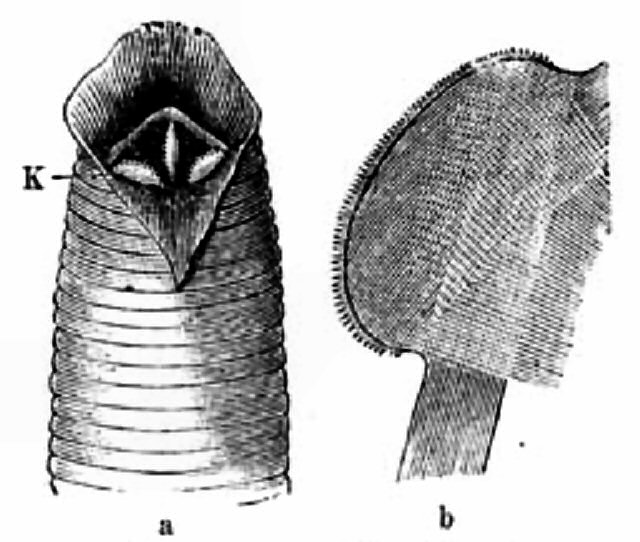
Blutegel (schematisch):
(a) Kopf des Blutegels mit aufgeschnittener Mundhöhle, K die drei Kiefer; (b) eine Kieferplatte mit ihren Zähnen am Rand

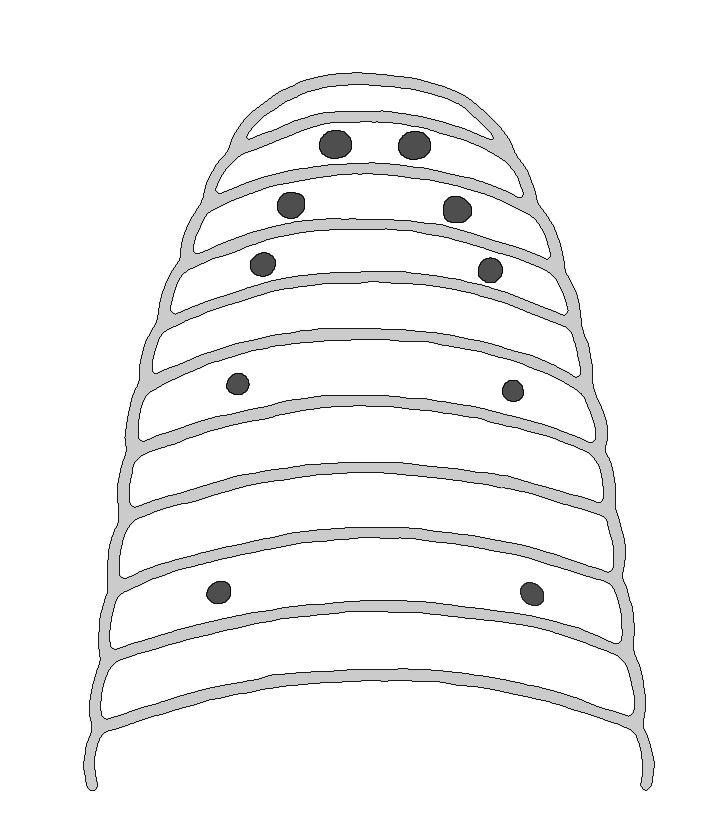
Stellung der fünf Augenpaare am Kopf

Außerhalb des Wassers bewegt sich der Medizinische Blutegel mit Hilfe zweier Saugnäpfe an den Körperenden fort. Erwachsene Tiere werden ausgestreckt bis zu 15 cm lang, und bei hellem Licht sowie bei einem Vorhandensein von Blut im Egel ist eine Rückenzeichnung zu erkennen. Hirudo medicinalis hat eine bräunliche bis olivgrüne Farbe, sechs meist rötliche Längsstreifen auf dem Rücken und schwarze Flecken auf dem Bauch – im Gegensatz zum Ungarischen Blutegel, dessen Bauchseite einfarbig grün ist. Blutegel sind langlebig: Sie werden erst mit drei Jahren geschlechtsreif und über 30 Jahre alt.
Obwohl Blutegel Zwitter sind, benötigen sie einen Geschlechtspartner, um sich fortzupflanzen. Nach der Paarung werden bis zu 20 Eier außerhalb vom Wasser abgelegt und in Kokons eingesponnen. Nach dem Schlüpfen ernähren sich die jungen Blutegel zunächst von kleinen Wirbellosen, die sie fressen oder aussaugen. Später saugen sie an Fröschen und Fischen, als Erwachsene schließlich an Säugetieren einschließlich des Menschen.
Mit Hilfe von Tastorganen auf der Hautoberfläche werden Blutegel auf potenzielle Beute aufmerksam. Sie nehmen noch aus mehreren Metern Entfernung die Bewegungen im Wasser wahr, wenn sich beispielsweise ein größeres Säugetier im Gewässer befindet. Mit Schlängelbewegungen ihres muskulösen Körpers schwimmen sie schnell und zielsicher auf die Quelle des Reizes zu. Der Blutegel saugt sich an der Haut fest und „sägt“ diese mit Hilfe seiner mit scharfen Calcitzähnchen besetzten drei Kiefer an. Selbst dickes Rinderfell kann in wenigen Sekunden durchdrungen werden. Die zwischen den Kiefern mündenden Speicheldrüsen sondern dabei unter anderem den gerinnungshemmenden Stoff Hirudin ab. Anschließend kann ein Egel in etwa 30 bis 60 Minuten bis zum Fünffachen seines Körpergewichts an Blut saugen.
Der Medizinische Blutegel dickt aufgenommenes Blut noch während des Saugens ein; das Wasser wird über die Haut ausgeschieden. Nach Erreichen der Sättigung fällt das Tier von selbst von seinem Wirt ab. Das gesaugte Blut wird im Körper des Egels mit Hilfe von speziellen Darmbakterien konserviert, der Blutegel muss danach bis zu ein Jahr lang keine Nahrung mehr aufnehmen.

## Medizinische Verwendung
Blutegel werden seit Jahrhunderten zur Blutentziehung (vergleiche Aderlass) verwendet. Dies soll(te) einerseits zur „Entgiftung“ beitragen, während gleichzeitig die im Speichel des Egels enthaltenen Substanzen blutgerinnungshemmend, aber auch antithrombotisch, gefäßkrampflösend und lymphstrombeschleunigend wirken. Diese Effekte werden insbesondere dem 1884 entdeckten und 1903 aus den Speicheldrüsen von Blutegeln isolierten Hirudin zugeschrieben, das sich mit dem Thrombin des Wirtsblutes verbindet. Eine medizinische Indikation ist daher vor allem bei Thrombosen und Venenentzündungen gegeben. Das Polypeptid Eglin kann Entzündungen und Schmerzen lindern (z. B. bei Arthrose). Blutegel können beispielsweise die mit der Gelenkentzündung (Arthritis) einhergehenden Schmerzen im Fingergelenk deutlich lindern. Die Wirkung weiterer Inhaltsstoffe des Egel-Speichels sind:
- Hirudin: Hemmung der Blutgerinnung (Thrombinhemmstoff)
- Calin: kollagenvermittelte Gerinnungshemmung, die für eine Nachblutung sorgt; die Nachblutung fördert die Wundreinigung[5]
- Eglin C: Gerinnungs- und Entzündungshemmung
- Bdellin: Gerinnungshemmung
- Apyrase: Hemmung der Thrombozytenaggregation
- Hyaluronidase (Orgelase): Abbau von Hyaluronsäure
- Histaminähnliche Substanz

In Deutschland sind medizinische Blutegel über Apotheken zu beziehen.

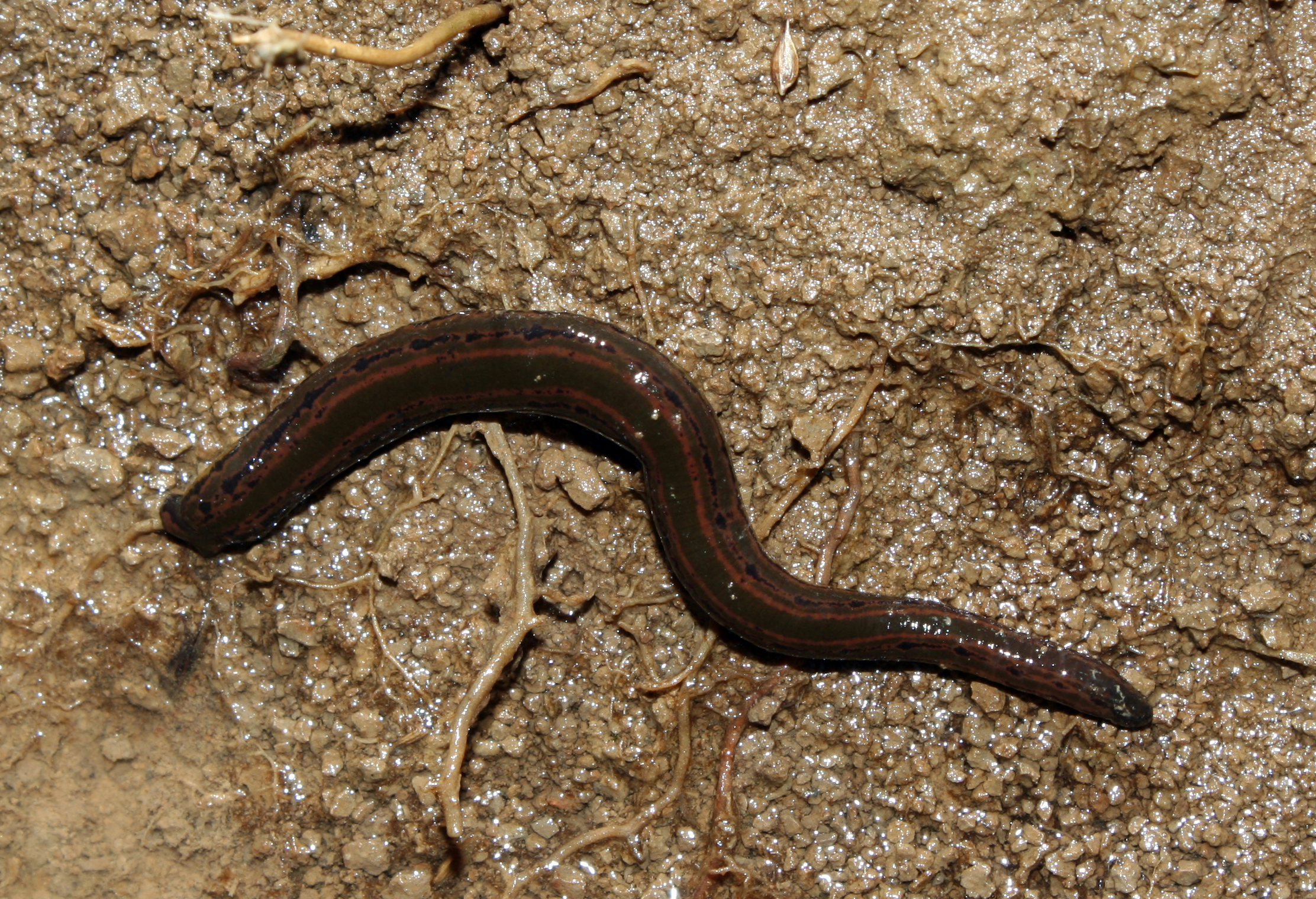
Rötliche Längsstreifen sind ein wichtiges Abgrenzungsmerkmal gegenüber anderen Egelarten (vergleiche: Pferdeegel).

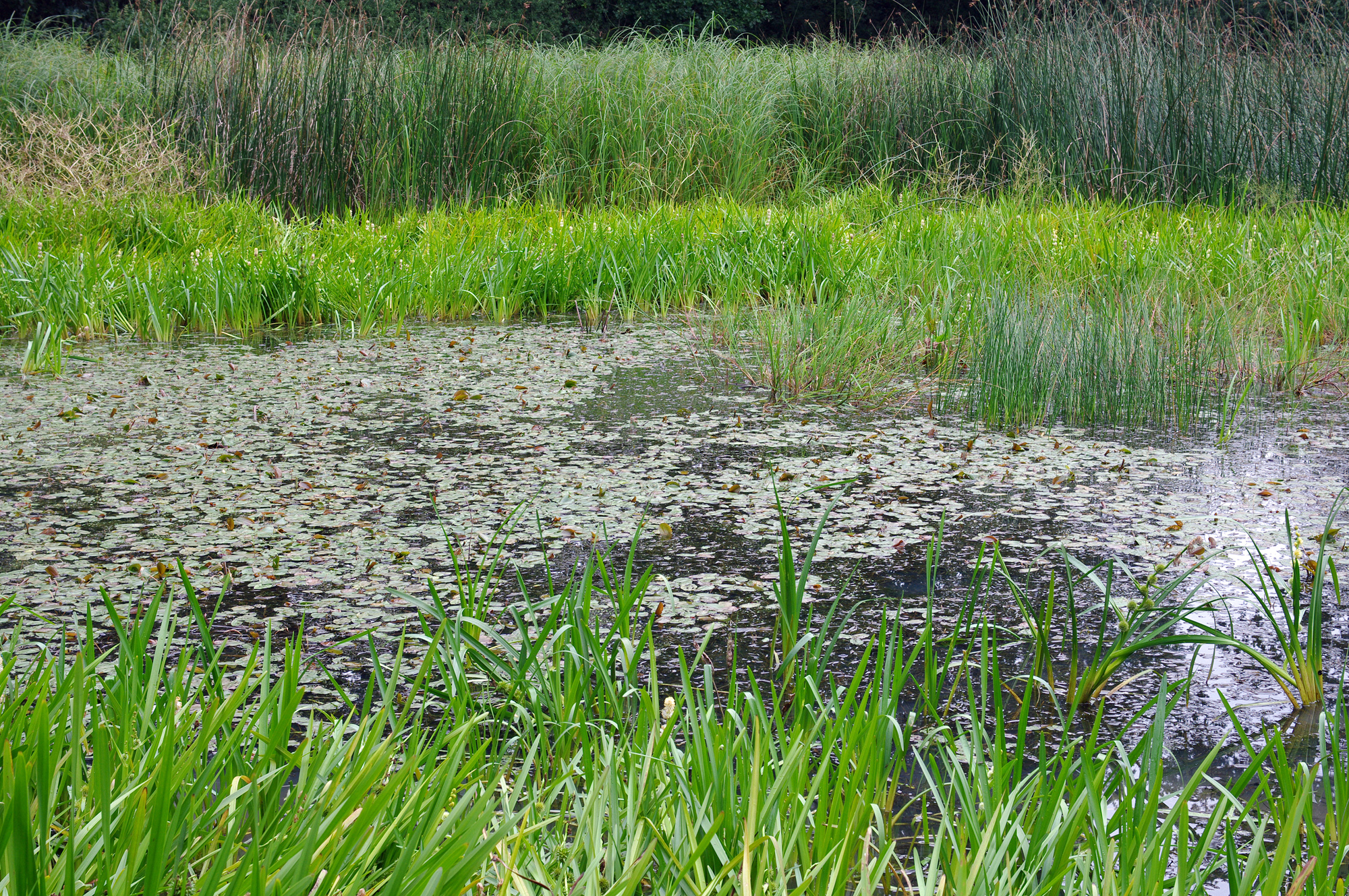
Typischer natürlicher Lebensraum mit Vorkommen einer großen Blutegelpopulation (Näheres in der Bildbeschreibung)

Für die Herstellung von Sportsalben, welche Hirudin als Wirkstoff verwenden, wird der Speichel von Blutegeln verwendet; darüber hinaus gibt es entsprechende Pflege-Kosmetika zur Förderung der Hautdurchblutung. Der Speichel wird gewonnen, ohne die Tiere zu töten.
In der traditionellen ayurvedischen Medizin Indiens werden die Egel nach dem Saugen mit Kurkumapulver in Kontakt gebracht, was einen Brechreiz beim Egel auslöst. Das vorher aufgenommene Blut wird nahezu vollständig ausgeworfen, der Egel ist nach wenigen Tagen wieder bereit für eine Behandlung. Das Infektionsrisiko der Wiederverwendung scheint gering zu sein.

## Gefährdung und Artenschutz
Durch den vermehrten Einsatz Medizinischer Blutegel in der ersten Hälfte des 19. Jahrhunderts wurden die natürlichen Blutegelbestände stark dezimiert. Mittlerweile ist die Art in Europa nur noch in wenigen Gebieten in ihrer natürlichen Umgebung zu finden. Lebensräume sind vor allem eutrophe, schlammige Stillgewässer mit reicher Verkrautung aus submersen Makrophyten (Wasserpflanzen). Hirudo medicinalis steht in Deutschland, der Schweiz, Frankreich und weiteren Ländern Europas unter Naturschutz. Ohne CITES-Bewilligung dürfen Wildegel nicht gesammelt werden.
Seit über 10 Jahren werden Blutegel für medizinische Zwecke in Deutschland gezüchtet und über Apotheken vertrieben. Hierdurch wird sowohl der Bestand geschützt, als auch die Qualität der medizinischen Blutegel sichergestellt. In Deutschland werden die medizinischen Blutegel als Fertigarzneimittel eingestuft.